# Tanzanimyia
Tanzanimyia (лат.) — род мух-пестрокрылок (Tephritidae) из трибы Schistopterini (Tephritinae).

## Распространение
Восточная и экваториальная Африка: Бурунди, Кения, Малави, Танзания, Уганда.  На высотах 1000—3000 м.

## Описание
Мелкие мухи-пестрокрылки: длина тела имаго около 5 мм. Окраска пёстрая, грудь и брюшко серовато-чёрные (с жёлтыми и коричневыми отметинами на усиках, голове, ногах и брюшке). На голове две орбитальные и три фронтальные щетинки. Преоцеллярные щетинки очень короткие, тонкие и волоскоподобные или полностью отсутствуют; лицо без киля; апикальная скутеллярная щетинка сравнительно длинная, равна 0.33–0.50× от длины базальной скутеллярной щетинки. Крылья пёстроокрашенные с тёмными прерывистыми перевязями по краям и тёмным пятном в центре. Личинки развиваеются в цветках сложноцветных растений Bothriocline fusca и Gutenbergia cordifolia (Asteraceae: Vernonieae).

## Систематика
Включает 4 вида. Род был впервые описан в 2020 году израильскими энтомологами Аммоном Фрейдбергом, Ириной Зонштейн и Леонидом Фридманом (The Steinhardt Museum of Natural History, Israel National Center for Biodiversity Studies, Tel Aviv University, Тель-Авив, Израиль). Название происходит от сочетания слова Танзания (место обнаружения) и греческого слова μυῖα (муха). Наиболее близок к родам Calloptera (Австралазия) и африканским Cordylopterix Hering, Melanopterella Freidberg, Schistotephritis Freidberg, Heringomyia Hardy и Clematochaeta  Hering. Однако, преоцеллярные щетинки очень короткие, тонкие и волоскоподобные у трёх видов Tanzanimyia, или полностью отсутствуют у одного вида, в то время как преоцеллярные щетинки у Calloptera и Melanopterella длинные, примерно равны длине первого членика жгутика усиков. Tanzanimyia имеют в основном сероватое тело, в то время как тело Melanopterella чёрное.
- Tanzanimyia flavicauda Freidberg et al., 2020
- Tanzanimyia reticulata Freidberg et al., 2020
- Tanzanimyia tanzaniaensis Freidberg et al., 2020
- Tanzanimyia ugandaensis Freidberg et al., 2020